# Jean Kerisel
Jean Lehuérou Kerisel (* 18. November 1908 in Saint-Brieuc, Bretagne; † 22. Januar 2005 in Paris) war ein führender französischer Ingenieur für Geotechnik. Später erwarb er sich auch einen Ruf als Erforscher historischer Baumethoden, zum Beispiel in Ägypten bei den Pyramiden.

## Leben
Kerisel stammte aus einer Familie bretonischer Juristen und studierte an der École polytechnique (Abschluss 1928) und der École nationale des ponts et chaussées (ENPC, Abschluss 1933). 1933 bis 1940 war er als Ingenieur im Straßen- und Brückenbau in Orléans tätig. Als Schwiegersohn des bekannten Bauingenieurs und Geotechnik-Experten Albert Caquot begann er sich für Bodenmechanik zu interessieren und promovierte 1935 in Geotechnik an der Sorbonne. Im Zweiten Weltkrieg war er Offizier bei den Pionieren und wurde mit dem Croix de guerre ausgezeichnet. 1944 bis 1951 war er als Direktor unter den Ministern Raoul Dutry und Eugène Claudius-Petit im französischen Wiederaufbauministerium (Commissariat à la Reconstruction) tätig an der Rekonstruktion der französischen Städte nach den Kriegszerstörungen, wobei er auch moderne Architektur wie die von Le Corbusier unterstützte.
Ab 1952 machte er sich als Leiter eines Ingenieurbüros für Geotechnik (Simecsol) selbständig, das er bis 1979 leitete. Gleichzeitig war er 1951 bis 1969 Professor (Professeur titulaire) für Bodenmechanik an der École Nationale des Ponts et Chaussées, wobei er zahlreiche Geotechniker in Frankreich ausbildete. Mit Caquot schrieb er ein bekanntes Bodenmechanik-Lehrbuch, das auch ins Deutsche übersetzt wurde, und gab viel verwendete Tafeln zu Erddruck, Erdwiderstand und Boden-Tragfähigkeit heraus.
Nachdem er die Leitung von Simecsol abgegeben hatte, war er aber weiter als beratender Ingenieur zum Beispiel bei der Metro in Kairo tätig. Mit Caquot schlug er in Ägypten auch eine Methode zur Verschiebung des durch das Auffüllen des Assuan-Staudamms bedrohten Tempels von Abu Simbel vor (der Tempel wurde schließlich unter deutscher Leitung versetzt). Dort begann er sich für antike Bauten in Ägypten zu interessieren und schrieb darüber mehrere Bücher. Unter anderem entwickelte er eine Theorie, wo die eigentliche Grabkammer in der Cheopspyramide sein könnte und wie die Pyramide gebaut worden sein könnte. Er schrieb auch eine Biographie seines Lehrers und Schwiegervaters Caquot.
Er befasste sich ausführlich mit geotechnischen Problemen historischer Bauten (Thema seiner Rankine Lecture) und allgemein mit historischer Bautechnik, zum Beispiel mit der im Mittelalter beim Bau teilweise eingestürzten Kathedrale von Beauvais. Er war auch mehrfach Berater beim Schiefen Turm in Pisa.
Er war 1968/69 Präsident der Société des Ingénieurs Civils de France. 1969 bis 1973 war er Präsident des französischen Komitees für Bodenmechanik und Grundbau (Comité Français de Mécanique des Sols et Travaux de Fondations) und danach 1974 bis 1979 Präsident der International Society for Soil Mechanics and Foundation Engineering (ISSMFE). 1975 war er Rankine Lecturer (Old structures in relation to soil conditions, Geotechnique, Band 25, 1975, S. 433–483). Er war Kommandeur der Ehrenlegion und Ehrenmitglied der Ungarischen Akademie der Wissenschaften (1973). Er war Ehrendoktor der Universitäten von Lüttich (1975) und Neapel (1996). 1970 erhielt er eine Ehrenprofessur.
1931 heiratete er die Tochter (Suzy) von Caquot.

## Beispiele der Arbeiten seines Ingenieurbüros Simecsol
- Gründung des Hafens Houphouët Boigny in Abidjan (1957), des zweiten Hafens in Abidjan (1967) und des Hafens von Onitsha in Nigeria
- Gründung der 8,7 km langen Maracaibo-Brücke in Venezuela (1958–1962)
- Gründung der Seine-Brücke Pont de l'Alma in Paris 1970 (die größte Seine-Brücke in Paris)
- der Damm von Arzal an der Mündung des Flusses Vilaine in der Bretagne (1965–1970)
- über 20 Jahre beratende Tätigkeit für den Bau der Metro in Paris, sowie der von Lyon, Marseille und in Kairo.
- der Tunnel von Fourvière bei Lyon und der Pyrenäen-Tunnel von Bielsa.
- Hafenbau im italienischen Sibari (1970 bis 1987) in Kalabrien (bei Cosenza) und in Douala (Kamerun)
- Gründung für die Stahlwerke von Usinor in Dunkerque, die Kernkraftwerke in Gravelines und Belleville an der Loire, für die Komplexe der Hochhäuser in La Défense und des Tour Montparnasse in Paris.
- Gutachten im Auftrag des französischen Staates für den Eisenbahnunfall im Tunnel von Vierzy bei Soissons am 16. Juni 1972 mit 108 Toten.

## Schriften
- Caquot, Kerisel Traité de Mécanique des Sols, Gauthier-Villars 1949, Neuauflagen 1956, 1966, deutsche Übersetzung Grundlagen der Bodenmechanik, Springer 1967 (auch ins Spanische, Rumänische, Japanische übersetzt)
- Caquot, Kerisel Tables de butée, de poussée et de force portante des fondations, Gauthier-Villars 1949 (Erddrucktafeln). Neuauflagen 1973 (mit Elie Absi) und Presses ENPC/Balkema Rotterdam 1990 und 2003
- Glissements de terrains, Abaques. Dunod, Paris 1973
- Cours de Mécanique des Sols, Presses ENPC 1963/64 (zuerst 1950/51)
- Down to Earth, Foundations Past and Present, the Invisible Art of the Builder, Balkema, Rotterdam, 1987, 1991
- La Pyramide à travers les âges. Mythes et religions, Presses de l’ENPC, Paris 1991
- Génie et démesure d'un pharaon: Khéops, Stock, Paris 1996, 2001
- Le Nil: l'espoir et la colère. De la sagesse à la démesure, Presses ENPC, Paris 1999 (englische Ausgabe: The Nile and its Masters, Past, Present, Future, Source of Hope and Anger, Balkema, Rotterdam 2001).
- Pierres et Hommes, des Pharaons à nos jours, Presses de l’ENPC, Paris 2004 (englische Ausgabe Of Stones and Man from the Pharaohs to the present day, Taylor & Francis (London) / Balkema, 2005)
- Albert Caquot, Créateur et Précurseur, Eyrolles, Paris 1978
- Albert Caquot (1881–1976), Savant, soldat et bâtisseur, Presses de l’ENPC, Paris, 2001.
- eine Biographie Caquots von Kerisel ist Online (französisch)